# Гамбоа, Алексис
Алексис Йохаслин Гамбоа Рохас (исп. Alexis Yohaslin Gamboa Rojas; род. 20 марта 1999, Гуапилес, Лимон) — коста-риканский футболист, центральный защитник клуба «Алахуэленсе» и сборной Коста-Рики.

## Клубная карьера
Алексис Гамбоа начал свою карьеру в «Сантос де Гуапилес».
30 апреля 2018 года костариканец перешёл в бельгийский клуб «Васланд-Беверен».
30 января 2021 года футболист перешёл в «Алахуэленсе» на правах аренды. А уже 1 июля того же года игрок перешёл в клуб на постоянную основу.

## Международная карьера
За свою карьеру Гамбоа играл за сборные Коста-Рики до 20 и 23 лет.
4 сентября 2023 года получил вызов в национальную сборную Коста-Рики. Дебютировал за сборную 8 сентября 2023 года в товарищеском матче против Саудовской Аравии, выйдя на замену Джимми Марина на 82-й минуте.